# Acopauropus hastatus
Acopauropus hastatus är en mångfotingart som först beskrevs av Carl Graf Attems 1895.  Acopauropus hastatus ingår i släktet Acopauropus och familjen Eurypauropodidae. Inga underarter finns listade i Catalogue of Life.